# Sveriges ambassad i Belgrad
Sveriges ambassad i Belgrad är Sveriges diplomatiska beskickning i Serbien som är belägen i landets huvudstad Belgrad. Beskickningen består av en ambassad, ett antal svenskar utsända av Utrikesdepartementet (UD) och lokalanställda. Ambassadör sedan 2024 är Charlotte Sammelin. Ambassadören är sidoackrediterad i Montenegro sedan landets självständighet (den 3 juni 2006) och sedan Kosovo förklarade sin självständighet övergick sidoackrediteringsansvaret till Sveriges ambassad i Skopje.

## Verksamhet
Ambassadens verksamhetsområden är inom politik, bistånd, handel, press, information och kultur, konsulära och migrationsfrågor. Ett nordiskt polissambandskontor är anslutet till ambassaden. Även en försvarsavdelning hör till ambassaden som följer och bedömer den militära utvecklingen och utvecklingen i övrigt i frågor som berör säkerhetspolitik. Avdelningen fungerar dessutom som en sambandslänk mellan svenska och serbiska försvarsmyndigheter.

## Beskickningschefer
| Namn                    | Period    | Funktion               | Anmärkning                                                                |
| ----------------------- | --------- | ---------------------- | ------------------------------------------------------------------------- |
| Einar af Wirsén         | 1921–1925 | Envoyé                 | Sidoackrediterad från ambassaden i Bukarest.                              |
| Jonas Alströmer         | 1925–1928 | Envoyé                 | Sidoackrediterad från ambassaden i Bukarest.                              |
| Torsten Undén           | 1928–1938 | Envoyé                 | Sidoackrediterad från ambassaden i Wien.                                  |
| Torsten Undén           | 1938–1938 | Envoyé                 | Sidoackrediterad från ambassaden i Budapest.                              |
| Knut Richard Thyberg    | 1938–1939 | T.f. Chargé d’affaires |                                                                           |
| Folke Malmar            | 1939–1941 | Envoyé                 |                                                                           |
| Gunnar Reuterskiöld     | 1945–1948 | Envoyé                 |                                                                           |
| Carl Carlsson Kjellberg | 1948–1949 | T.f. Chargé d’affaires |                                                                           |
| Birger Johansson        | 1948–1953 | Envoyé                 |                                                                           |
| Ole Jödahl              | 1953–1956 | Envoyé                 |                                                                           |
| Stig Unger              | 1954–1956 | T.f. Chargé d’affaires |                                                                           |
| Stig Unger              | 1956–1956 | Envoyé                 |                                                                           |
| Stig Unger              | 1956–1961 | Ambassadör             |                                                                           |
| Sven Backlund           | 1961–1963 | Ambassadör             |                                                                           |
| Agda Rössel             | 1964–1969 | Ambassadör             |                                                                           |
| Lennart Finnmark        | 1969–1975 | Ambassadör             | Sidoackrediterad i Tirana.                                                |
| Axel Lewenhaupt         | 1975–1978 | Ambassadör             | Sidoackrediterad i Tirana.                                                |
| Bertil Arvidson         | 1978–1982 | Ambassadör             | Sidoackrediterad i Tirana.                                                |
| Lennart Myrsten         | 1982–1987 | Ambassadör             | Sidoackrediterad i Tirana.                                                |
| Jan af Sillén           | 1987–1992 | Ambassadör             | Sidoackrediterad i Tirana.                                                |
| Göran Jacobsson         | 1993–1996 | Minister               | Ambassadörsposten var vakant 1992-1996 efter Jugoslaviska krigen bröt ut. |
| Mats Staffansson        | 1996–2000 | Ambassadör             | Sidoackrediterad i Skopje.                                                |
| Michael Sahlin          | 2000–2002 | Ambassadör             |                                                                           |
| Lars-Göran Engfeldt     | 2002–2006 | Ambassadör             | Sidoackrediterad i Skopje (till 2005) och Podgorica (från december 2006). |
| Krister Bringéus        | 2007–2010 | Ambassadör             | Sidoackrediterad i Podgorica.                                             |
| Christer Asp            | 2010–2016 | Ambassadör             | Sidoackrediterad i Podgorica.                                             |
| Jan Lundin              | 2016–2021 | Ambassadör             | Sidoackrediterad i Podgorica.                                             |
| Annika Ben David        | 2021–idag | Ambassadör             | Sidoackrediterad i Podgorica.                                             |